# David Adjaye
Sir David Adjaye, né en 1966 à Dar Es Salam en Tanzanie, est un architecte britannique et ghanéen.

## Biographie
David Adjaye est né à Dar Es Salam en Tanzanie où son père était un diplomate ghanéen. Il fit des stages dans les cabinets d'architecte de David Chipperfield et Eduardo Souto de Moura, et devint diplômé en 1993 du Royal College of Art. La même année il gagne la médaille d'argent du Royal Institute of British Architects (RIBA). Il entre aux cabinets de David Chipperfield et d'Eduardo Souto de Moura avant ouvrir sa propre agence en 1994 sous le nom de Adjaye Architects.
Il vit et travaille à Londres, et sa réputation est d'ordre international : il a par exemple réalisé la Wall Street Tower à Manhattan. Ses bureaux se trouvent au nord de Londres et emploient environ 35 personnes. La plupart de ses réalisations se trouvent au Royaume-Uni.
En 2006 sa bibliothèque Whitechapel Idea Store à Londres est nommée pour le prix Stirling. Il a aussi collaboré avec l'artiste Olafur Eliasson pour l'installation lumineuse : « Your black horizon » (Votre horizon noir) à la biennale de Venise. Il a travaillé avec Chris Ofili pour créer une ambiance propice à l'exposition de la série de peintures de l'artiste The Upper Room, maintenant à la Tate Britain.
En 2020, il remporte finalement la médaille d'or du Royal Institute of british Architects et est le premier architecte noir à remporter ce prix après 173 ans d'existence.
Il est également un conférencier recherché, notamment par diverses universités prestigieuses.
Dans ses projets, il fait souvent usage de matériaux simples qu'il dispose visuellement de manière à rehausser des structures à première vue banales.
Il est chargé du projet de construction du musée Edo d'art ouest-africain, à Benin City. Ce musée abritera la collection de bronzes béninois volés par les troupes britanniques en 1897.
En juillet 2023, le Financial Times révèle que trois femmes accusent David Adjaye d'agression sexuelle. Celui-ci reconnaît des relations sexuelles consenties et rejette les accusations.

## Distinctions
- Knight Bachelor

## Source
- (en) Cet article est partiellement ou en totalité issu de l’article de Wikipédia en anglais intitulé « David Adjaye » (voir la liste des auteurs).